# London College of Fashion

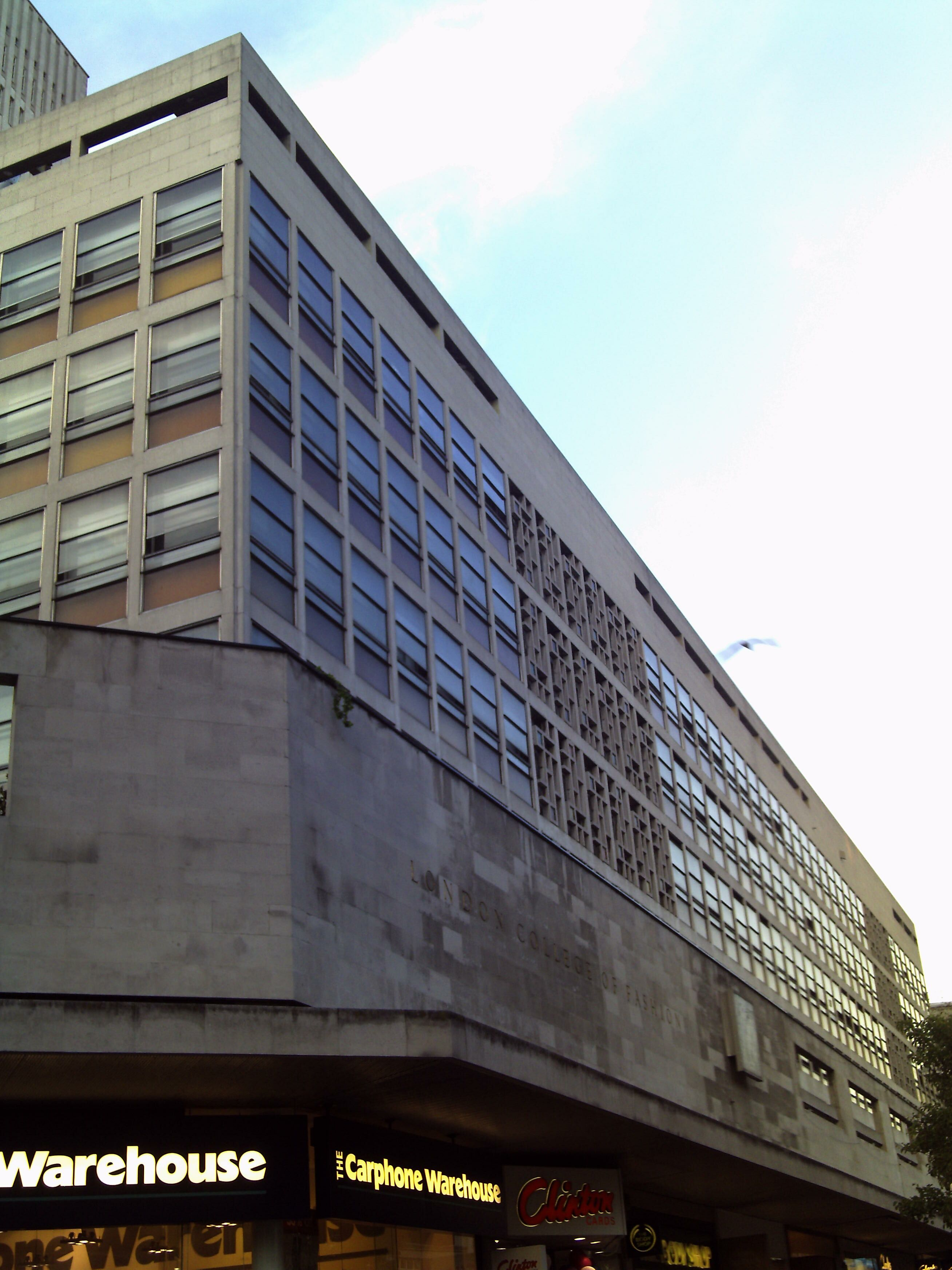
John Prince’s Street Campus, gesehen von der Oxford Street

Das London College of Fashion (LCF) ist, wie das Central Saint Martins College of Art and Design, ein renommiertes College der University of the Arts London. Es bietet Grund- und Aufbau-Studiengänge in Modedesign und verwandten Künsten an und ist das einzige College in Großbritannien, das Ausbildung, Forschung und Unternehmensberatung im Modebereich anbietet.

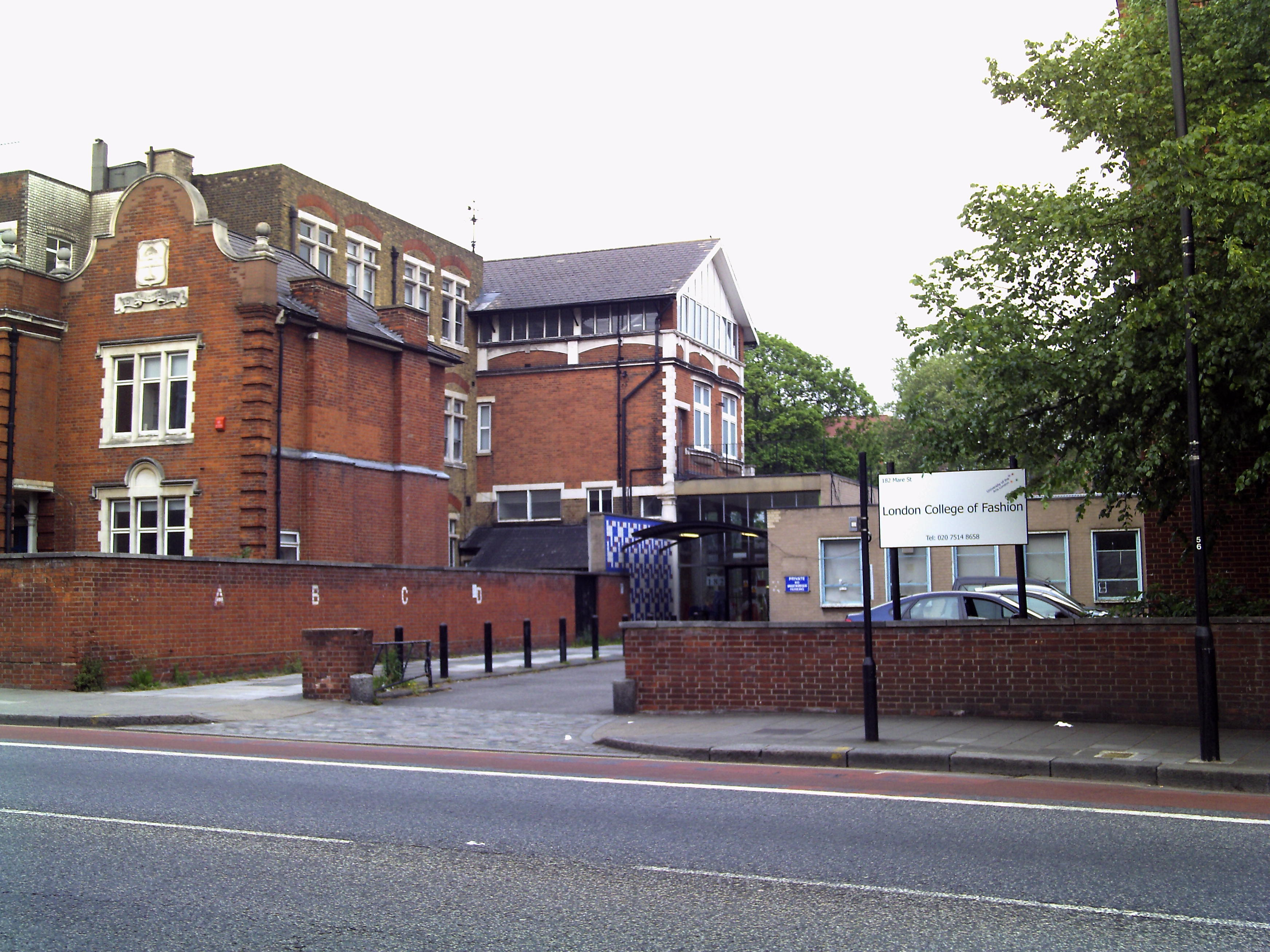
Mare Street Campus, Haupteingang

## Geschichte
Das College entstand durch die Fusionierung der „Shoreditch Technical Institute Girls School“ und der „Bartlett St and Clapham Trade School“, die 1906 vom London County Council gegründet wurden, um junge Frauen zu Schneiderinnen, Putzmacherinnen, Friseurinnen und im Sticken auszubilden.
Gegenwärtige Rektorin ist Dr. Frances Corner. Ihre Vorgängerin, Sandra Holtby, wurde 2006 mit dem OBE ausgezeichnet.

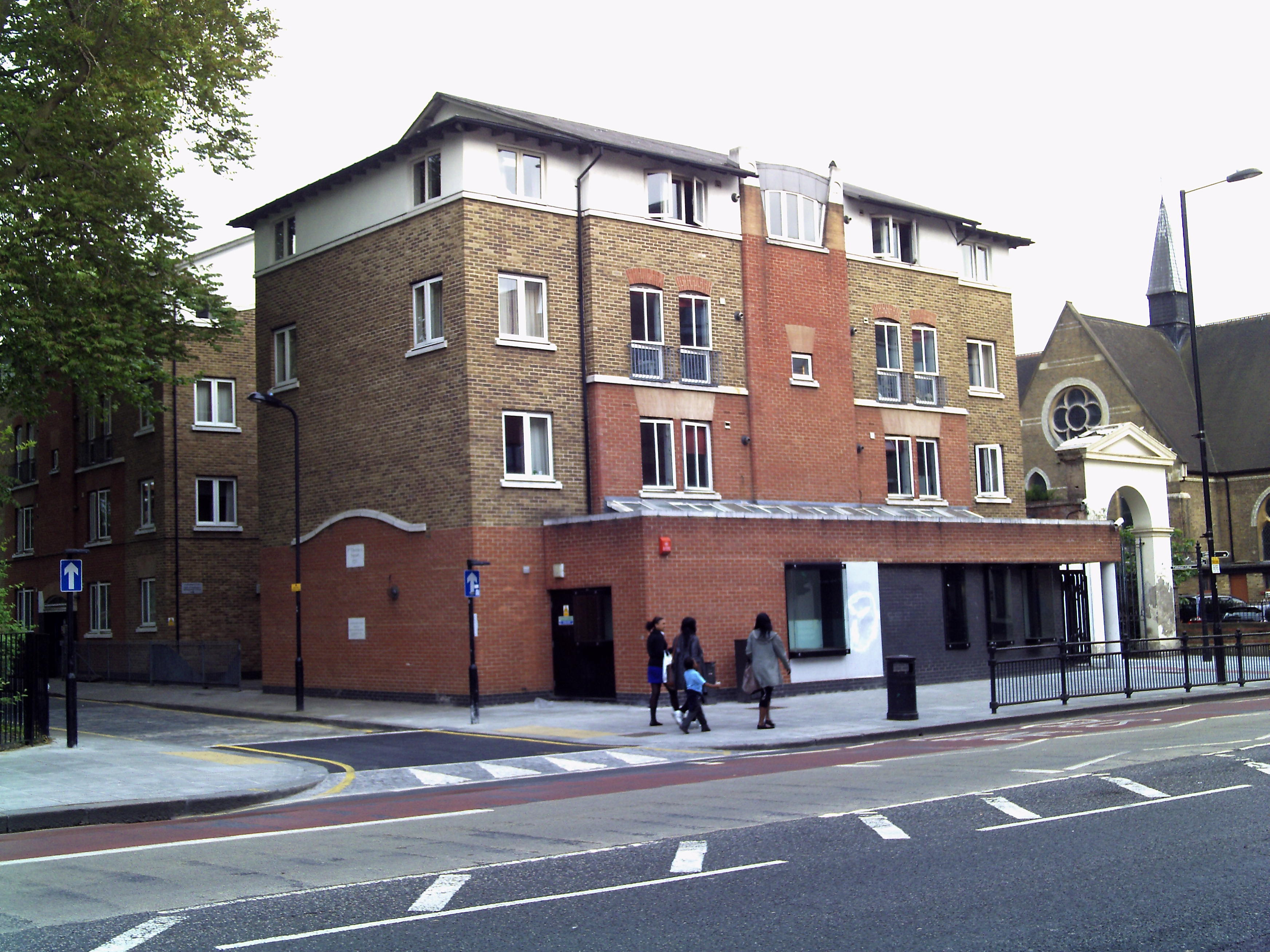
Mare Street Campus, Wohnheim

## Gebäude
Das Hauptgebäude an der John Prince’s Street liegt in der Stadtmitte Londons, in der Nähe der Oxford Street. Im Gebäude an der Davies Street, Nähe Bond Street, findet der Unterricht in Fotografie und Marketing statt. Das Haus am Lime Grove beherbergt spezielle Ausstattungen für Unterricht im Stricken, Sticken und Schnittmuster-Herstellung. In Ost-London gibt es drei Gebäude für Schuhmacherei und Grundkurse. Ein Zentrum für Kunsthandwerk befindet sich im Barbican Centre.

## Gastdozenten
- Jimmy Choo, Schuhdesigner
- Tom Ford, Modedesigner
- Roland Mouret, Modedesigner
- Alexandra Shulman, Redakteurin der britischen Vogue
- Donatella Versace, Modedesignerin

## Bekannte Absolventen
- Michael Michalsky (* 1967), Modedesigner
- Rachel Stevens (* 1978), Musikerin, Schauspielerin und Foto-Model
- Alek Wek (* 1977), Supermodel

Frankmusik hat ebenfalls dort studiert, aber keinen Abschluss erreicht.